# 凱雷馬縣
7°58′S 145°46′E / 7.967°S 145.767°E
凱雷馬縣（英語：Kerema District），是巴布亞新畿內亞的縣份之一，位於新畿內亞島東南部，由海灣省負責管轄，首府設於凱里馬，面積7,318平方公里，2011年人口107,231，人口密度每平方公里15人。